# マウン
座標: 南緯19度59分 東経23度25分 / 南緯19.983度 東経23.417度
マウン（Maun）は、ボツワナ共和国北部の都市。ノースウェスタン地区の州都である。

## 概要
「マウン」とは「葦の茂る場所」という意味であり、その名の通りオカヴァンゴ川からの水がやってきて葦の生い茂る肥沃な場所に、ツワナ人の1部族であるタワナ族によって街が作られた。現在の人口は約43,000人。

## 経済
チョベ国立公園やオカヴァンゴ・デルタに最も近い都市であり、複数のリゾートホテルがあるなど観光の拠点となっている。ボツワナ政府はエコツーリズムに力を入れており、雄大な自然を楽しむため欧米諸国から多くの観光客がこの町を訪れる。

## 交通

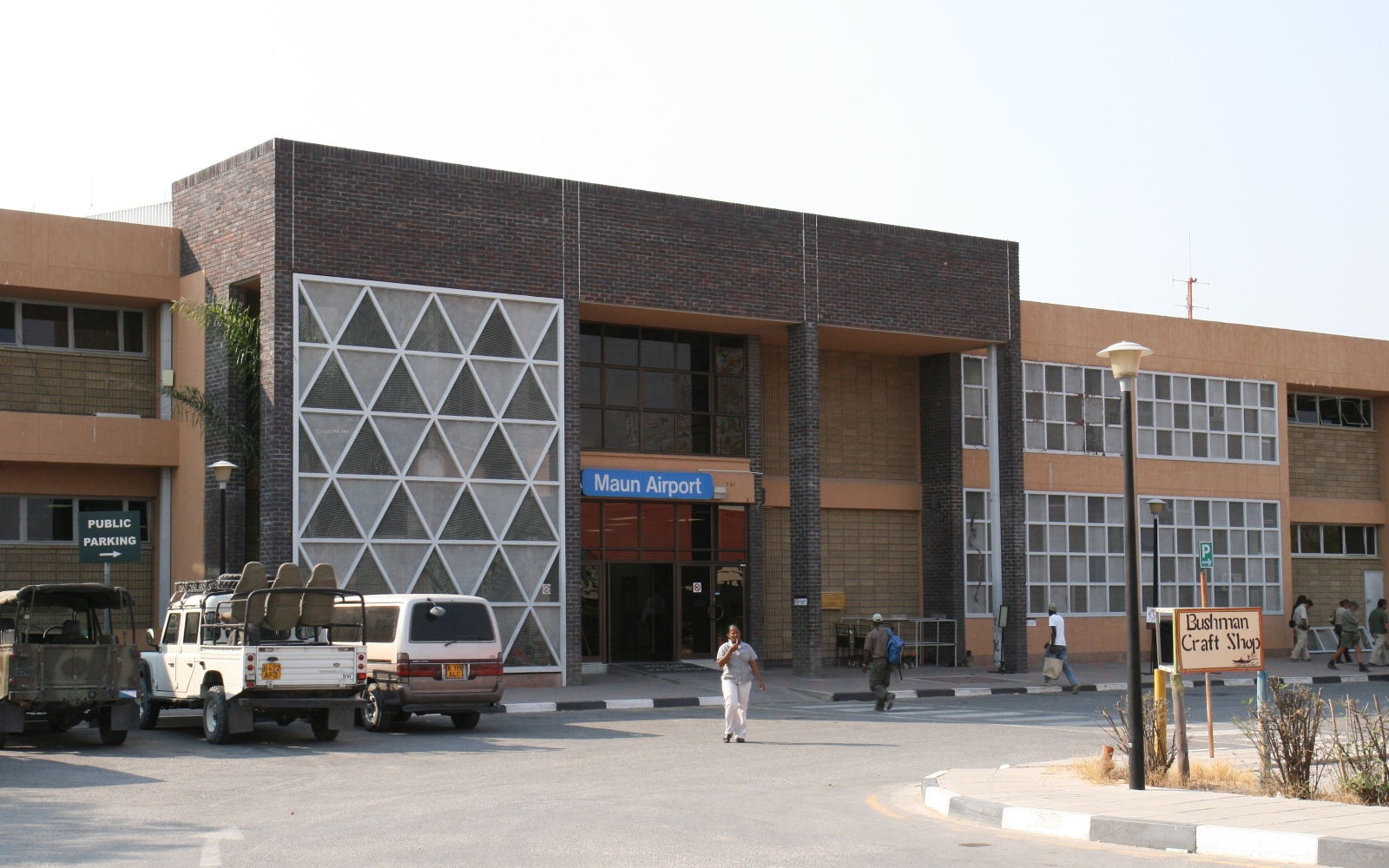
マウンの玄関口のマウン国際空港

マウンには国際空港があり、ボツワナ航空がハボローネとヨハネスブルクまで、ナミビア航空がウィントフックとビクトリアフォールズまでの便を運行している。またボツワナ国内の各都市に長距離バスの定期便が運航されている。
- マウン空港（英語版）

### 道路
- 国道A3号線 (ボツワナ)（英語版）

## 教育
ボツワナ政府が教育に力を入れていることもあり、市内には公私立の小中学校が多く存在するほか、ボツワナ大学のキャンパスのひとつが置かれている。